# Hannu Tarmio

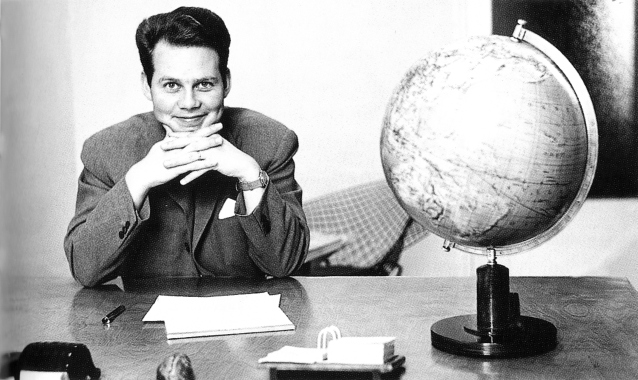
Hannu Tarmio, förläggare på WSOY 1958.

Hannu Veikko Olervo Tarmio, född 4 september 1932 i Haapajärvi, död 4 november 2015, var en finländsk förläggare.
Tarmio blev filosofie magister  1955. Han anställdes 1956 vid Werner Söderström Osakeyhtiö och var 1969–1987 koncernchef. Han avskedades 1972 av förlagets förvaltningsråd, men återinsattes sedan bolagsstämman efter en i offentligheten mycket uppmärksammad konflikt i sin tur avsatt det konservativa förvaltningsrådet, som i honom sett en farlig omstörtande kraft med politiska vänstersympatier. Under denna mycket omskrivna konflikt åtnjöt Tarmio ett vidsträckt stöd bland förlagets personal och författarkåren samt inom den allmänna opinionen.
Han verkade även som författare bland annat av skolböcker i geografi samt deltagit i redigeringen av olika sammelverk. Han utgav 1998 boken Hurmio tai turmio, som var hågkomster från förläggaråren vid WSOY.